# Aurelio Martínez Estévez
Aurelio Martínez Estévez (Zaragoza, 7 de abril de 1947) es un político y economista español. Catedrático de Economía Aplicada de la Universidad de Valencia, desempeña la presidencia de la Autoridad Portuaria de Valencia (APV) desde 2015.
Anteriormente ejerció entre otras responsabilidades como consejero de Economía y Hacienda de la Generalidad Valenciana (1993-1995) y como presidente del Instituto de Crédito Oficial (2004-2009).

## Biografía
Nacido el 7 de abril de 1947 en Zaragoza, se doctoró en Ciencias Económicas y Empresariales por la Universidad de Valencia (UV).
Ha ocupado distintos cargos en la administración, tanto nacional, autonómica como local. Fue consejero de Economía y Hacienda de la Generalidad Valenciana entre 1993 y 1995 en el gobierno socialista de Joan Lerma. Antes (1991-1993), ocupó la dirección del Departamento de Economía del Gabinete de Presidencia del mismo gobierno. También ha sido presidente del Instituto Valenciano de Finanzas. 

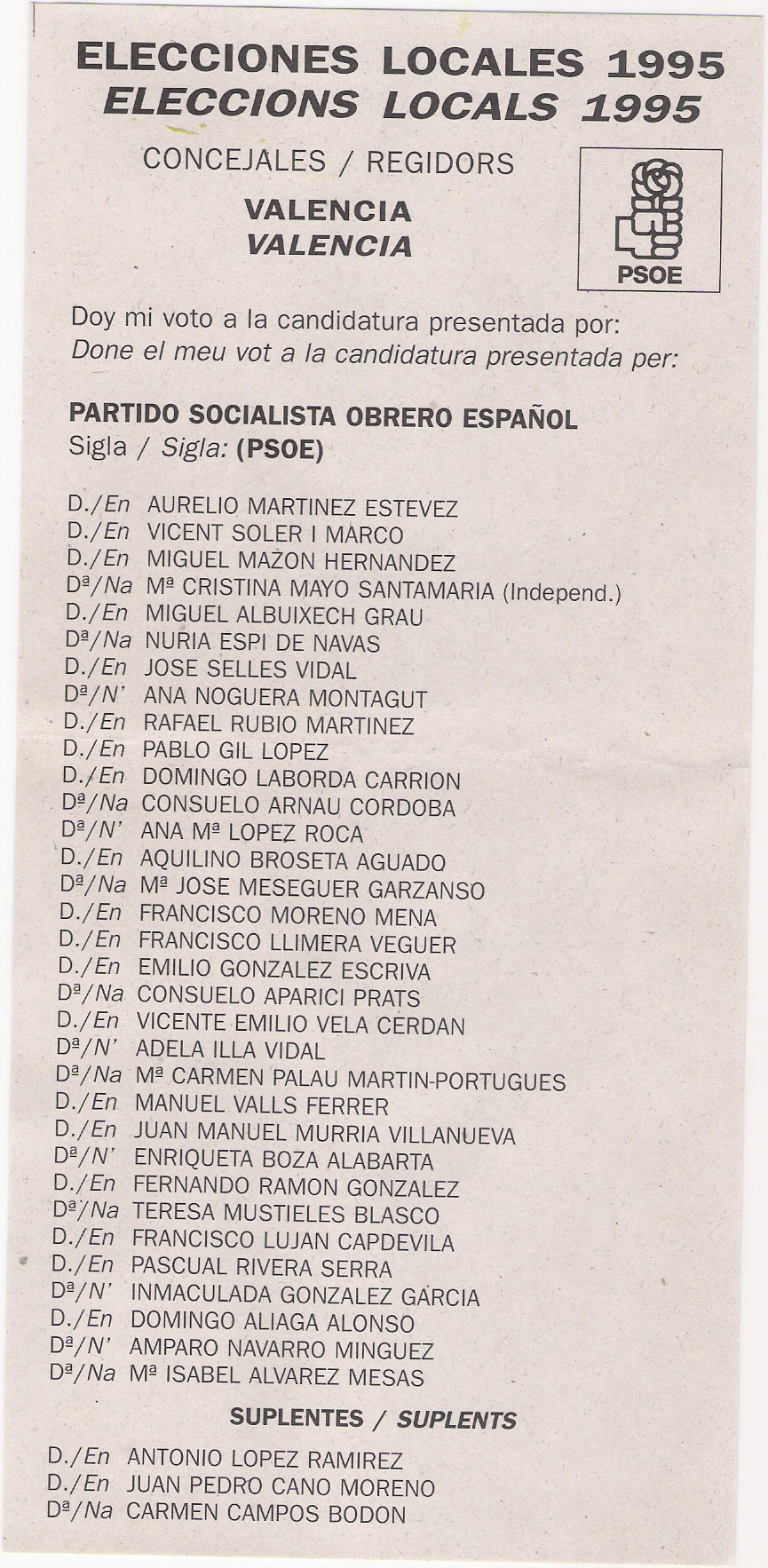
Lista electoral municipal de 1995, encabezada por Aurelio Martínez.

Tras abandonar la consejería, fue cabeza de lista del Partido Socialista Obrero Español (PSOE) en las elecciones municipales del 28 de mayo de 1995 en Valencia, en las que la candidatura del Partido Popular encabezada por Rita Barberá obtuvo una mayoría absoluta de concejales. Permaneció como concejal hasta 1999.
En el ámbito privado, ha sido vicepresidente de la Caja de Ahorros Provincial de Valencia y Secretario General de la Federación Valenciana de Cajas de Ahorro. También fue miembro del Consejo de Política Científica y Tecnológica de la Consejería de Educación y Cultura  de la Generalidad Valenciana y del Comité asesor de la Institución Alfonso el Magnánimo, así como del Instituto Valenciano de Estudios e Investigación. 
Hasta su nombramiento como presidente del Instituto de Crédito Oficial en 2004, era Director del Observatorio de Coyuntura Económica Internacional (OCEI) y Director del Departamento de Estructura Económica de la Universidad de Valencia.
El 3 de abril de 2013 es nombrado vicepresidente económico de la Fundación Valencia Club de Fútbol junto al nuevo patronato de dicha fundación, intervenida por el gobierno valenciano al estar endeudada con la entidad Bankia y haber sido avalada por la Generalidad. El 30 de abril, tras la dimisión del presidente Federico Varona el 16 de abril, es nombrado presidente de la Fundación. El 23 de mayo de 2014 anunció su dimisión, una vez consumada la venta del paquete accionarial de la Fundación a Meriton Holdings Limited, de la que es propietario Peter Lim.
El 31 de julio de 2015 es nombrado por el Consell de la Generalidad como Presidente de la Autoridad Portuaria de Valencia.

## Obras
- Reflexiones en torno a la crisis económica de los años 70 (Valencia, 1977).
- Dinámica exportadora del País Valenciano (Valencia, 1978)
- Estructura industrial y generación de empleo en la economía murciana. (Valencia, 1980)
- Coyuntura y crisis económica: apuntes para su interpretación. (Valencia, 1983)
- Economía internacional. Diez años de crisis. (Valencia, 1985)
- "Los Siete Pecados Capitales de la Economía Española" (Valencia, 2013)